# NGC 6744
NGC 6744 (ook bekend als Caldwell 101) is een redelijk groot spiraalvormig sterrenstelsel gelegen in het sterrenbeeld Pauw en ligt 30 miljoen lichtjaar van de Aarde verwijderd.
Het sterrenstelsel wordt beschouwd als een van de meest op de Melkweg lijkende spiraalvormige sterrenstelsels.

## Synoniemen
- ESO 104-42
- AM 1905-635
- IRAS19050-6354
- PGC 62836